# Edilson de Souza Silva
Edilson de Souza Silva (ur. 11 września 1968 w Caculé) – brazylijski duchowny katolicki, biskup pomocniczy São Paulo od 2024.

## Życiorys
Święcenia kapłańskie przyjął 10 grudnia 1994 i został inkardynowany do diecezji São Miguel Paulista. Był m.in. wicerektorem i ojcem duchownym diecezjalnego seminarium, koordynatorem duszpasterstwa w diecezji, dziekanem dekanatu São Miguel oraz wikariuszem generalnym diecezji.
21 lutego 2024 papież Franciszek mianował go biskupem pomocniczym archidiecezji São Paulo oraz biskupem tytularnym Badiae. 
21 kwietnia 2024 otrzymał święcenia biskupie w Katedrze św. Michała Archanioła w São Miguel Paulista. Udzielił mu ich arcybiskup  São Paulo kardynał Odilo Scherer.  